# AIM–7 Sparrow
Az AIM–7 Sparrow (angolul veréb) félaktív lokátoros önirányítású, közép-hatótávolságú légiharc-rakéta, melyet az 1950-es évek végére fejlesztettek ki az Egyesült Államokban. Az 1990-es évekig a világ legelterjedtebb ilyen kategóriájú fegyvere volt, számos, korszerűsített változatát fejlesztették ki, és szinte az összes nyugati vadászrepülőgép fegyverzetébe integrálták. Az 1990-es évektől kezdték el felváltani a korszerűbb, aktív lokátoros önirányítást alkalmazó rakétákkal, elsősorban a AIM–120 AMRAAM-mal, de a legyártott példányok egy része továbbra is hadrendben áll. Az AIM–7 alapján számos, ahhoz nagyon hasonló rakétafegyvert fejlesztettek, többek között az angol Sky Flash és az olasz Aspide rakétákat. Hajófedélzeti változata a RIM–7 Sea Sparrow, ez légvédelmi feladatokon kívül kisebb hajók megsemmisítésére is alkalmas.